# The Kaiser, the Beast of Berlin
The Kaiser, the Beast of Berlin (também conhecido como The Beast of Berlin e The Kaiser) é um filme norte-americano de 1918 sobre a Primeira Guerra Mundial, escrito, dirigido e estrelado por Rupert Julian, com Elmo Lincoln, Nigel De Brulier e Lon Chaney.  O filme é agora considerado perdido.